# Рагнар Лодброк
Ра́гнар Ло́дброк (давньоскан. Ragnarr Loðbrók, «Ра́гнар Шкі́ряні Штани́»; ? — 865) — легендарний вікінг, герой скандинавського епосу. Згідно зі скандинавською поезією та сагами — легендарний конунг Свеаланда (770—785) та Данії (?—865). У IX столітті здійснив багато військових виправ до Франкії та англо-саксонської Англії. Національний герой у країнах Скандинавського півострова. Чоловік Лагерти і Аслауг. Батько Бйорна Залізнобокого, Івара, Гвітсерка, Рогнвальда.

## Життєпис

### Походження
Життєпис Рагнара Лодброка занадто уривчастий, ненадійний і грунтується лише на сагах древніх вікінгів. Багато легенд були переведені з усної форми в письмову й літературно оброблені набагато пізніше. Деякі історики вважають Рагнара Лодброка вигаданим героєм. Немає точно зафіксованої дати його правління, називають періоди з різницею з VIII століття до IX століття. Його національна приналежність також під питанням — невідомо чи був він шведом, чи данцем, або норвежцем.
За способами пересування і ведення військових дій більшість істориків схильні приписувати йому данське коріння. Також вважається, що Рагнар Лодброк жив найімовірніше у IX столітті. Він був язичником і вважав себе одним з прямих нащадків бога Одіна.
Прізвисько «Лодброк» пов'язане з легендою про те, що Рагнар носив особливі шкіряні штани, зшиті його дружиною, які були чимось на зразок талісмана. За іншою версією, в дитинстві, ненавмисно потрапивши в зміїне кубло, Рагнар уцілів лише завдяки жорстким шкіряним штанам.

### Перші роки
Згідно з хронікою «Діяння данів», написаною Саксоном Граматиком у XI столітті, Рагнар Лодброк був сином Сігурда Персня, конунга Данії і Швеції, якого турбували питання відбиття нападу зовнішніх ворогів більше, ніж турбота про потреби своїх підданих. Через це у нього було безліч ворогів на батьківщині. Тому вирушаючи в черговий похід, він призначив своїм намісником сина Рагнара, якомКоду на той час було всього 15 років.
За легендами, згодом Рагнар вирушив до Норвегії для навчання військовій справі. Незабаром помер Сігурд і Рагнар повернувся на батьківщину, щоб зайняти трон свого батька, як конунга у «Свіавельді і над данами» (Швеції та Данії). З цього часу почався в житті конунга період загарбницьких завоювань. Перші роки керування Рагнара не відзначилися великими звершеннями. Лодброк був доволі молодим і багато інших конунгів, користуючись цим, відібрали в нього той вплив, що мав Сігурд.

### Легенди про дружин Лодброка
Під час одного з нападів на прибережне поселення він познайомився зі своєю першою дружиною Лагертою (давньоскан. Ladgerda, Ladgertha, Lagertha). За даними істориків, вона була жінкою, досвідченою у військовій справі, яка мужньо боролася нарівні з чоловіками. У цьому шлюбі у нього народився син і дві дочки. Однак, Рагнар, через деякий час, залишив свою першу дружину.
Є також легенда про те, як Рагнар Лодброк одружився вдруге. Одного разу, конунг отримав звістку, що знатний бонд з Готланду, на ім'я Геррауд, віддасть руку своєї дочки з багатим приданим, яке складається із золота і коштовностей, тому, хто зможе перемогти величезного змія, який спустошує його землі. Доньку звали Торою Боргаргьорт, і вона була, згідно з легендами, найпрекраснішою жінкою на землі. Рагнар вирушив у шлях, попередньо підготувавшися до зустрічі зі змієм. Він наказав виготовити шкіряні штани і плащ з кужелю. Коли Геррауд побачив нареченого-претендента в такому одязі, він дуже розвеселився і прозвав прибулого вікінга «Шкіряні штани». Проте, одяг захистив Рагнара від отруйних укусів тварини. Конунг переміг змія і отримав у дружини Тору, яка після народження декількох синів померла від хвороби.
Після смерті Тори Рагнар з численним військом вирушив влітку в Норвегію. В одному з набігів люди короля випадково зустріли жінку на ім'я Крака. Вона їм здалася такою гарною, що, повернувшись до табору, розповіли про неї своєму повелителю, і той побажав її побачити. Щоб випробувати її розум, Лодброк наказав передати їй загадку: «Якщо вона така красива, як ви кажете, нехай прийде на зустріч зі мною. Бажаю, щоб вона була ні одягненою, ні голою, ні ситою, ні голодною, щоб прийшла не одна, але без супроводу когось». Крака постала перед очима Рагнара, обернувшись в рибальську сітку, з'ївши одну цибулину і взявши з собою собаку.
Справжнє ім'я жінки було Аслауг, вона і стала новою дружиною Лодброка. Згодом народилися сини: Івар, Убба, Гвітсерк і Сігурд. Змужнівши, вони перетворилися у великих воїнів, які пройшли з набігами половину Європи.

### Походи Лодброка

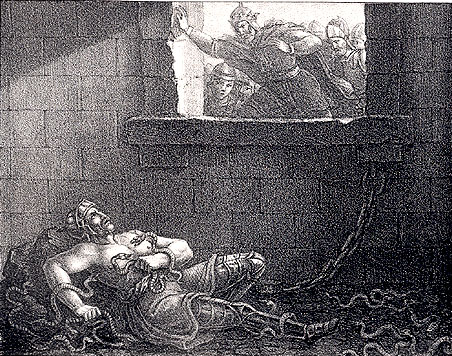
Король Елла II вкидає Рагнара Лодброка у яму зі зміями
Картина «Смерть Рагнара Лодброка» Юго Гамільтона

Саги оповідають, що його улюбленою військовою стратегією було вчинення набігів на християнські міста під час релігійних свят. Лодброк знав, що саме в цей час усі солдати присутні на церковній службі. Легенди залишили відомості про те, що Лодброк завжди шукав нових пригод, постійно турбуючись, що його сини можуть зробити великий подвиг, затьмаривши тим самим славу батька. Спочатку його шлях лежав на південь, у Фріз (нині — Нідерланди), а потім — по всьому західному узбережжю Європи. До того часу Лодброк став впливовим ярлом і очевидно був сучасником першого скандинавського правителя Гардарикі, ярла Рюрика. Ці набіги історики відносять до 845 року.
Чисельність війська Рагнара коливалася від 5 до 6 тисяч осіб, в його розпорядженні було 120 оснащених кораблів, з якими він причалив до берегів Західного Франкського королівства. Потім вікінги спустилися по річці Сені вглиб території франків, плюндруючи все, що зустрічалося на їхньому шляху: поселення, монастирі та церкви; жорстоко розправляючися з тими, хто намагався чинити опір. За результатами цього походу майже уся Західна Франція була розорена. Дійшовши до Парижа, вікінги взяли його в облогу, захопили і зажадали величезного викупу, щоб не завдавати шкоди оселям і життю городян. Франкському королю довелося виконати всі вимоги норманів.

### Похід у Нортумбрію

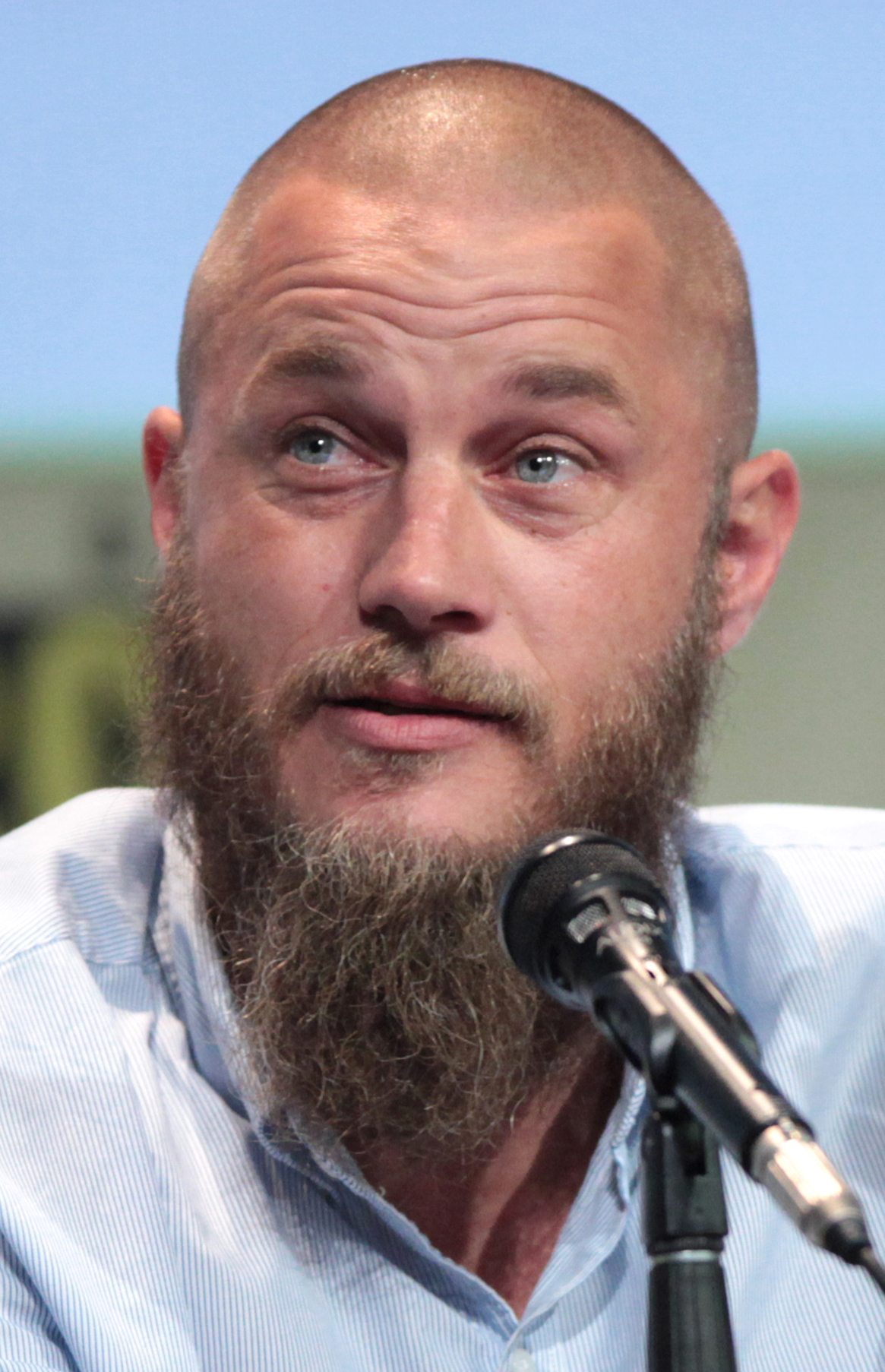
Актор Тревіс Фіммел, якій зіграв Рагнара Лодброка у телесеріалі «Вікінги»

Після франкського походу, близько 865 року Лодброк напав з невеликим військом на шотландсько-англійське королівство Нортумбрію, яке було на той час одним з найбільших королівств Британських островів. Під час цього походу армія Рагнара зазнала поразки, а сам він потрапив у полон і за розпорядженням короля Елли II був скинутий в яму з отруйними зміями, де Лодброк і помер. Згідно з легендою останні слова Рагнара були наступні: «Як захрюкали б мої рідні поросята, знай б вони, як нині є мені, старому кабану!», натякаючи на те, що в нього є сини, які здатні Еллі помститися.
Згідно з сагами, численні сини Рагнара, дізнавшись про долю свого батька, зокрема, Івар Безкосний, Бйорн Залізнобокий та інші, у 867 році вдерлися на англійські землі і, помстившися за смерть батька, поклали передумову данському завоюванню Британських островів. Незабаром сини Рагнара взяли в полон Еллу. Страта нортумбрійського короля, за деякими даними, відбувалася одним зі скандинавських язичницьких звичаїв жертвоприношення до Одіна так званий «Кривавий орел».

## Вшанування пам'яті

### У кінематографі
- Про Рагнара Лодброка знятий телесеріал «Вікінги», режисер — Майкл Герст[5]